# Daniel Staehelin
Daniel Staehelin (* 1960) ist ein Schweizer Rechtswissenschaftler.

## Ausbildung und Beruf
Staehelin studierte an den Universitäten Basel und Neuenburg. Er doktorierte bei Frank Vischer und wurde 1988 promoviert. Seit 1999 hat er einen Lehrauftrag für Schuldbetreibungs- und Konkursrecht an der Universität Basel. 2005 wurde er zum Titularprofessor für Schuldbetreibungs- und Konkursrecht an der Universität Basel ernannt.
Ab 1991 war er als Anwalt und ab 1993 zusätzlich als Notar in der Kanzlei Kellerhals Carrard tätig. Seit 2016 ist Staehelin im Auftrag der FINMA Konkursliquidator der Banque Privée Espírito Santo, die Teil der Espirito Santo Financial Group war.
Staehelin ist Mitherausgeber des Basler Kommentars zum Bundesgesetz über Schuldbetreibung und Konkurs. Staehelin publiziert in den Bereichen des Schuldbetreibungs- und Konkursrechts, Zivilprozessrechts, Sachenrechts, Erbrechts, Gesellschaftsrechts und Wertpapierrechts.

## Persönliches
Staehelin ist der Sohn von Adrian Staehelin. Er ist verheiratet und lebt in Basel. 

## Veröffentlichungen (Auswahl)
- Adrian Staehelin, Daniel Staehelin, Thomas Bauer (Hrsg.): Bundesgesetz über Schuldbetreibung und Konkurs + Ergänzungsband. 2. Auflage. Helbing Lichtenhahn Verlag, Basel 2017, ISBN 978-3-7190-3876-2.